# 謝兆昌
謝兆昌，字瞻在。浙江宁波府定海縣（今属宁波市镇海）人。清朝政治人物。

## 生平
康熙六年（1667年）中式丁未科進士。選翰林院庶吉士，散館改廣東道監察御史。著有《閒居集》。